# 隱生代
隱生代是用来指代地球和月球地質演化的最初时期的非正式術語，它是冥古宙最老的一代，一般认为其开始于約45億3300萬年地球和月球形成时。
目前尚無法模擬地球和月球形成時的模型來描述月球上從隱生代至接下來的盆地群代之間是如何過渡的（另見前酒海紀），但有時會以41億5千萬年前做為此一時期的結束。不只這個時期，並連冥古宙的其他子分類也都沒有被國際地層委員會正式地承認。此一時期的資料不多，因為只存在著極少的地質資料。大多數的地形和岩石大概在初碰撞期時就已經被摧毀，或因板塊移動的持續影響下而消失掉。吸積成地球、其內部的物質分離以及融化的地表凝固和假想中形成月球的大碰撞也是發生在此一時期。現知最古老的礦石亦出現於隱生代時。

## 另見
- 冥古宙
- 地質年代
- 月球地質年代

## 外部連結
- "Cryptic" Geowhen Database （页面存档备份，存于）